# Герб Фировского района
Герб муниципального образования «Фи́ровский район» Тверской области Российской Федерации.
Герб утверждён Решением Совета депутатов Фировского района 12 мая 2002 года.
Герб внесён в Государственный геральдический регистр Российской Федерации под регистрационным номером 1052.

## Описание герба
«В лазоревом поле на зелёной оконечности серебряные арочные ворота с серебряными же открытыми створками, в которых черно-серебряный монах».

## Обоснование символики
На гербе района изображён Преподобный Нил Столобенский, основатель Нило-Столобенской пустыни, который родился в селе Жабны Фировского района.